# Bad Salzufler Weihnachtstraum

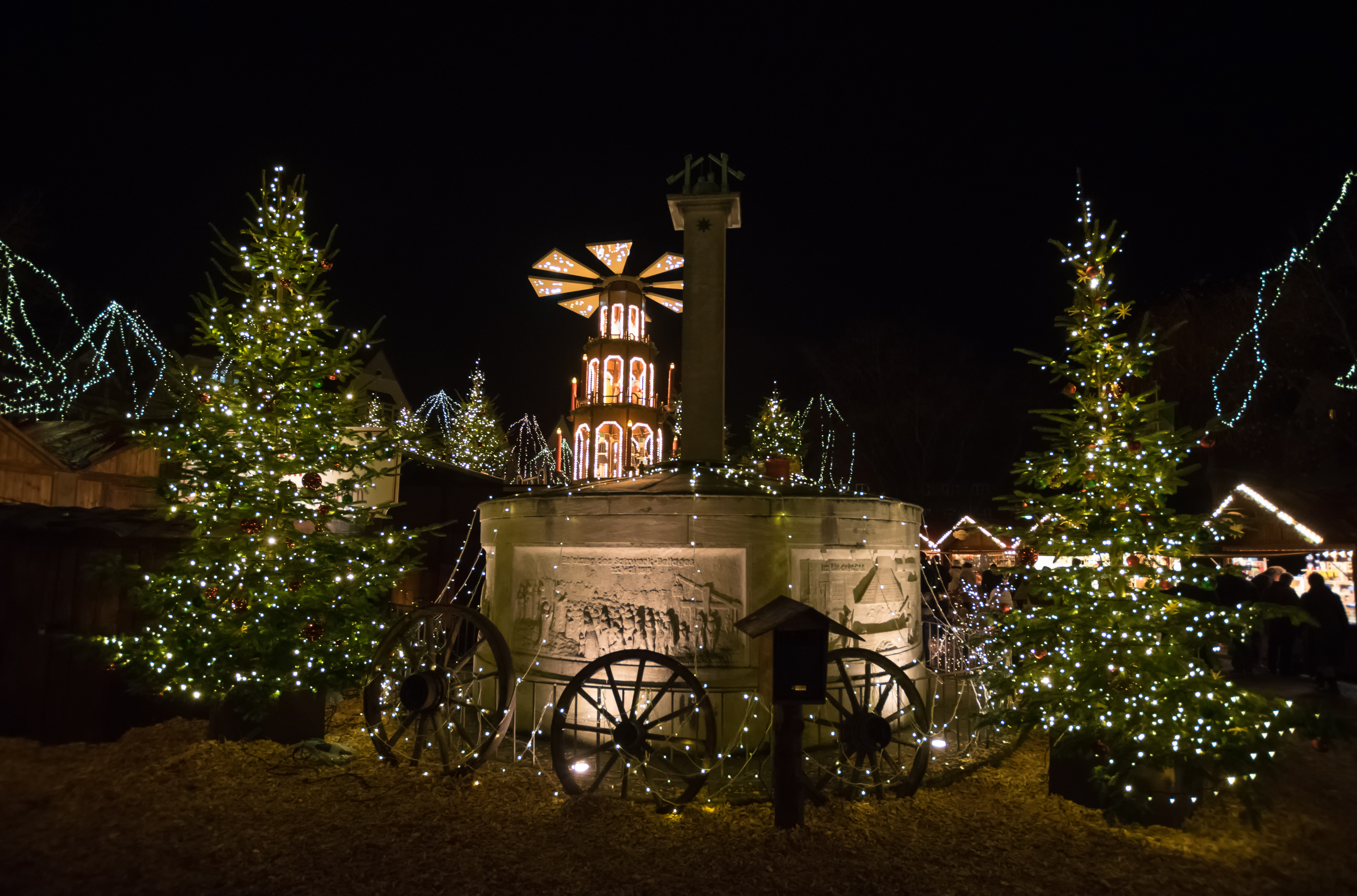
Paulinenquelle beim Bad Salzufler Weihnachtstraum 2015

Der Bad Salzufler Weihnachtstraum ist ein Weihnachtsmarkt in der Innenstadt von Bad Salzuflen in Ostwestfalen-Lippe. Er wird jährlich durchgehend über die gesamten vier Adventswochen von Ende November bis Ende Dezember veranstaltet.

## Angebot
Der Weihnachtstraum erstreckt sich vom Schliepsteiner Tor über die Fußgängerzone Lange Straße mit ihren Seitenstraßen bis auf den Salzhof.

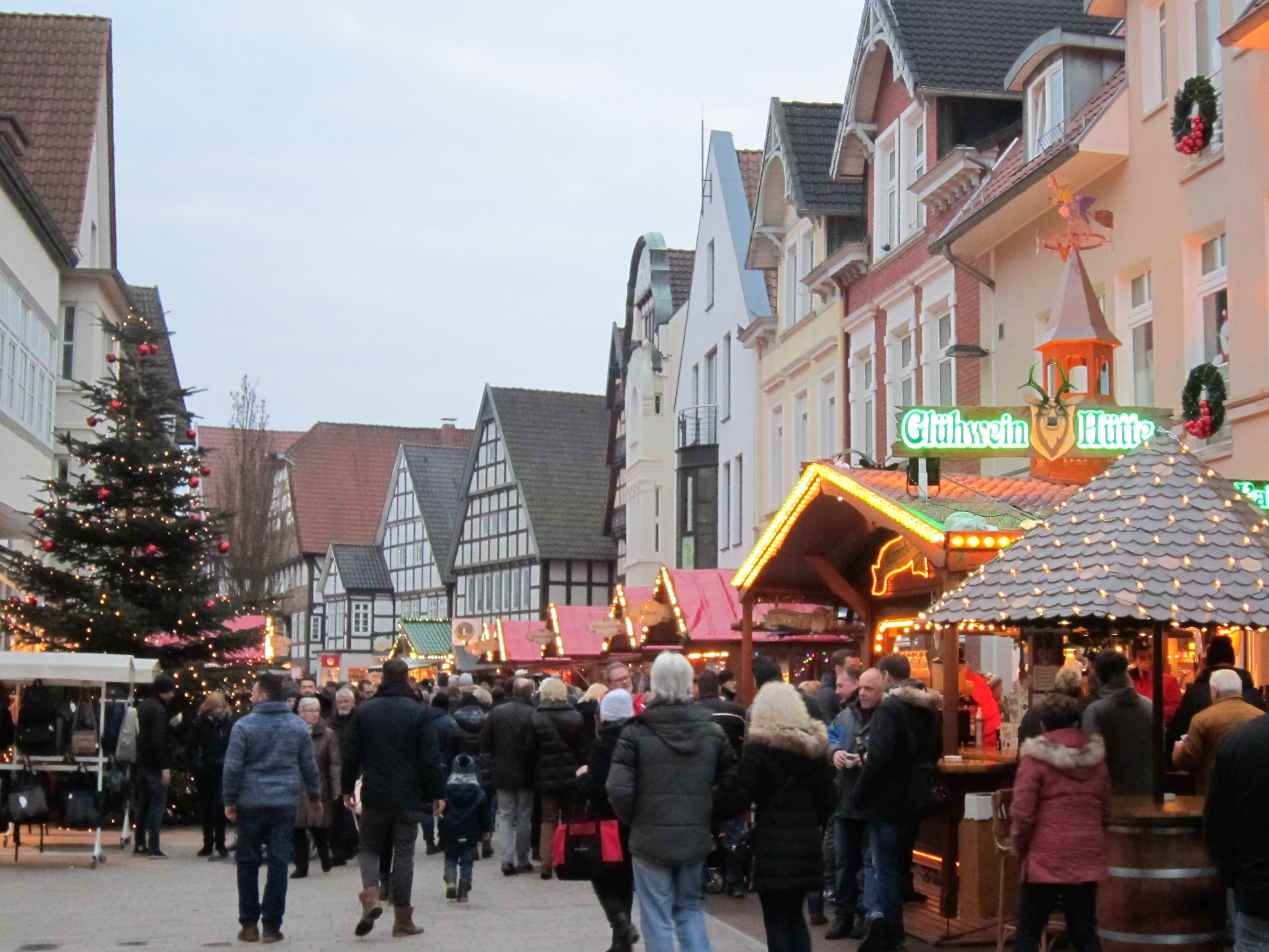
Bad Salzufler Weihnachtstraum

Am Schliepsteiner Tor (Rosengarten) befindet sich die „Feuerzangenbowle“, ein Hüttenensemble mit gastronomischen Angeboten sowie einige Fahrgeschäfte und Kinderattraktionen. Im Bereich der Fußgängerzone finden sich vor der historischen Kulisse der Weserrenaissance mehr als 60 Holzhäuschen mit diversen Angeboten. Sie endet auf dem Salzhof, der den Zentralen Platz des Weihnachtsmarktes bildet. Hier befinden sich unter anderem ein Krippenhaus mit Lagerfeuer und Kunsthandwerkern, eine Weihnachtspyramide mit handgeschnitzten Figuren aus dem Erzgebirge, die mit 12 Metern Höhe die höchste der Region ist. Auf einer Bühne werden Konzerte mit nationalen Interpreten und regionalen Chören regelmäßig bei freiem Eintritt veranstaltet. Märchenerzähler und Puppenbühne bilden das Rahmenprogramm. Neben den Kunsthandwerkern und Händlern präsentieren zahlreiche karitative Vereine Geschenkideen. Eine historische Postkutsche steht für Rundfahrten zur Verfügung. Umfangreiche Weihnachtsbeleuchtung und große Tannen, die von Bürgern aus heimischen Gärten gespendet wurden, bilden den dekorativen Rahmen.

## Berichte und Bewertung
Der Bad Salzufler Weihnachtstraum befindet sich auf einer inoffiziellen Liste der „Top 100“ seiner Art in Deutschland vor Köln, München und Nürnberg auf Platz 14. Auf allen gängigen Veranstaltungs-Portalen wie beispielsweise Global Christmas, Feste & Märkte oder Holidaycheck ist er gelistet und bewertet. Die Aktuelle Stunde des WDR berichtet regelmäßig vom Bad Salzufler Weihnachtstraum.

## Geschichte
Der Bad Salzufler Weihnachtstraum wurde erstmals 2005 von der 1975 gegründeten Bad Salzufler Werbegemeinschaft veranstaltet. Er entwickelte sich dabei aus den vereinbarten Gründungszielen und Aufgaben Nr. 1 Die Weihnachtsbeleuchtung sowie Nr. 3 .....Veranstaltungen mit und für die Salzufler Kaufleute. 2010 hatte der Bad Salzufler Weihnachtsmarkt 100.000 Besucher.
2011 stellten erstmals Glasbläser aus dem Deutschen Museum München traditionelle Glasbläserkunst auf dem Weihnachtsmarkt öffentlich vor. Am 2. Dezember 2012 wurde Die Musiksendung Eine schöne Bescherung im WDR von 17.00 Uhr bis 17.45 Uhr live vom Weihnachtsmarkt in Bad Salzuflen übertragen.
Für viele Menschen aus Ostwestfalen-Lippe ist es bereits Tradition geworden, den Bad Salzufler Weihnachtstraum am 26. Dezember zu besuchen.